# Ubarwienie ostrzegawcze

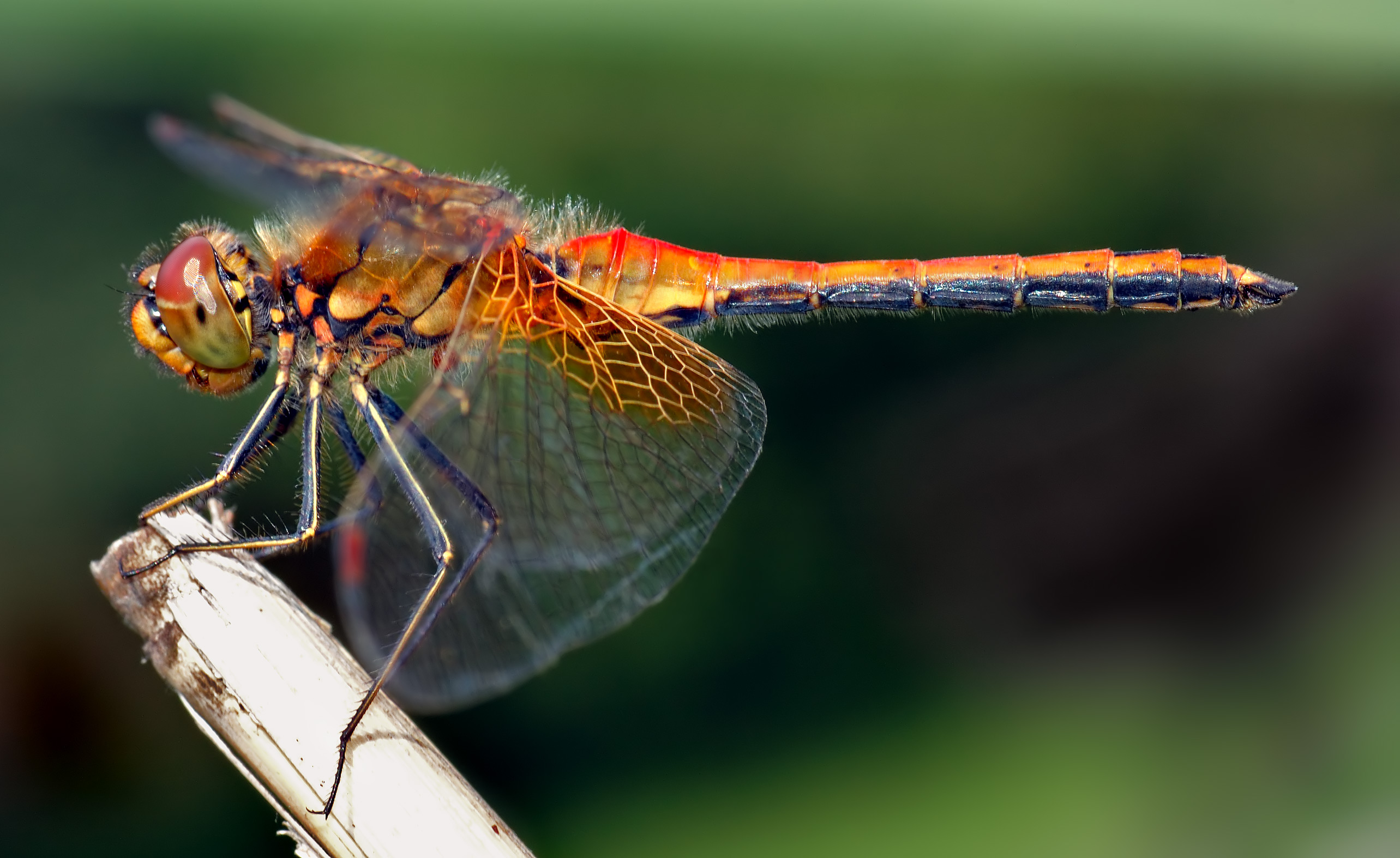
Jaskrawe kolory ważki, szablaka żółtego, ostrzegają drapieżniki przed jej okropnym smakiem.

Ubarwienie ostrzegawcze lub aposematyczne – typ ubarwienia ochronnego, jaskrawego lub kontrastowego, które służy łatwiejszemu rozpoznaniu (w odróżnieniu od kamuflażu) i pełni rolę ostrzegawczą zmniejszając częstość przypadkowych ataków. Stosowane jest przez organizmy mające skuteczne środki obrony przed drapieżnikami (w przypadku zwierząt) lub roślinożercami (u roślin), np. toksyny, kolce lub niejadalność. 

## Mechanizm obronny

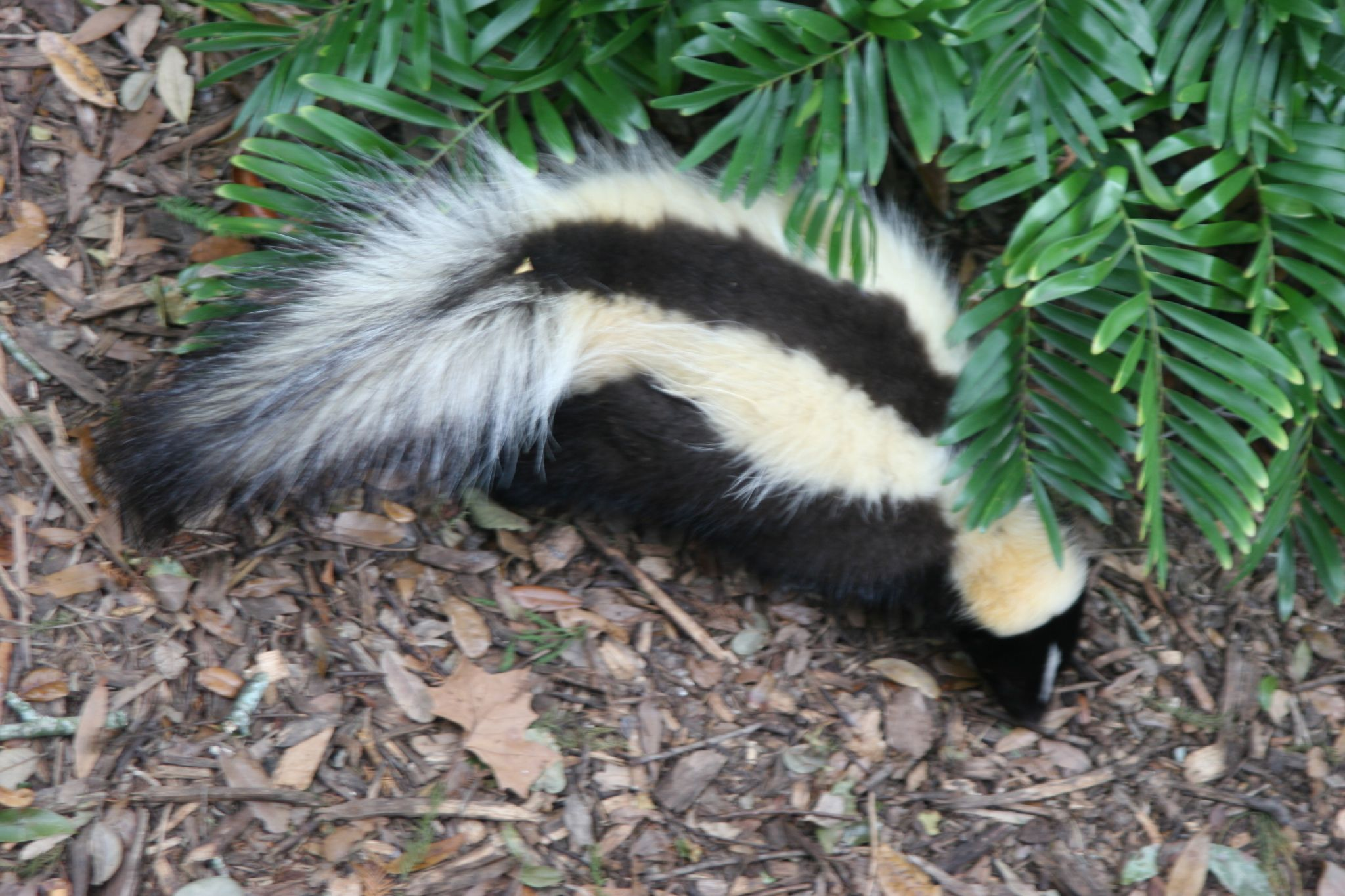
Skunks jest przykładem ssaka z ubarwieniem ochronnym.

Ubarwienie ochronne to drugorzędny mechanizm obronny, który ostrzega drapieżniki o istnieniu innego, pierwszorzędnego mechanizmu, dla nich:
- przykrego: jak gorzki smak niektórych owadów np. biedronek i niedźwiedziówkowatych (ćmy) czy cuchnąca wydzielina skunksa.
- groźnego: jak gruczoły jadowe u drzewołazów (płazy bezogonowe), żądła u żronkowatych (spokrewnione z mrówkami), neurotoksyna u czarnej wdowy (pająki) czy też kolce u jeży.

W tych przykładach, organizm ogłasza swoje obronne możliwości poprzez jaskrawe kolory w przypadku biedronek, drzewołazów i pająków lub przez kontrastowe pasy u skunksów. Niektóre typy niedźwiedziówkowatych emitują ultradźwięki ostrzegające nietoperze, inne przybierają ostrzegawcze pozy odsłaniające ich jaskrawo ubarwione części ciała. Żronkowate mają jasne kolory, a złapane, wydają głośne dźwięki (dzięki strydulacji), wzmacniające ostrzeżenie.

## Oddziaływanie

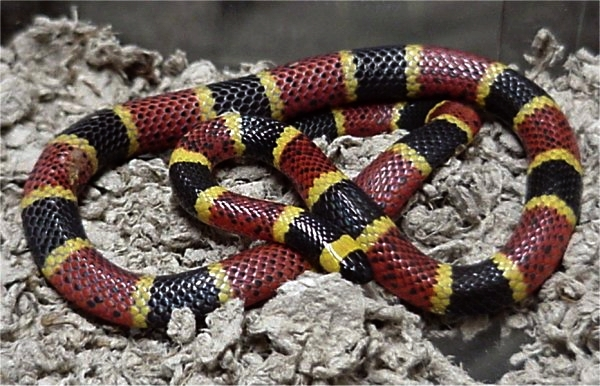
Jadowity wąż koralowy arlekin

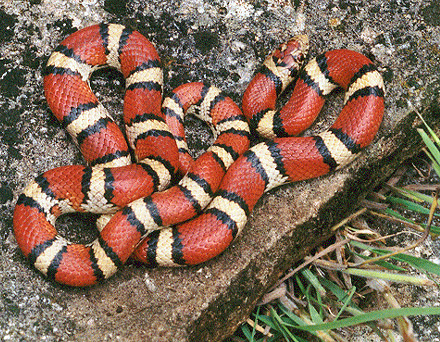
Nieszkodliwy wąż mleczny upodabnia się do jadowitego węża koralowego

Funkcja obronna takiego ubarwienia opiera się na pamięci drapieżnika. Ptak, który trafi na przykrego w smaku owada, będzie na przyszłość unikał mu podobnych. Konsekwencją takiego działania jest stadność zwierząt z ubarwieniem ostrzegawczym. Zwykle potrzeba powtórzeń niemiłego doświadczenia by odpowiednio uwarunkować drapieżnika.
Zwierzęta wykorzystujące ubarwienie ochronne są zwykle dość powolne, gdyż nie potrzebują szybkości i zwinności by uciekać drapieżnikom. Są za to dość wytrzymałe i odporne na zranienia, dzięki czemu mogą uciec jeśli drapieżnik poczuje ich smak (jad, kolce itp.) zanim je zabije.

## Mimikra
Ubarwienie ostrzegawcze jest również dobrą strategią dla innych organizmów, które nie mają pierwszorzędnego mechanizmu obronnego. Upodabniają się one do innych, groźnych lub niesmacznych gatunków, korzystając z tego, że drapieżniki starają się ich unikać – np. trzmielówka z muchówek przypomina wyglądem uzbrojone w żądła osy.
Czasami można spotkać upodabnianie się bardziej jadowitych form np. węży, do mniej jadowitych. Wynika to z tego, że drapieżniki mogą nauczyć się unikać atakowania pewnych zwierząt, gdy takie zdarzenie było dla nich nieprzyjemne, ale nie śmiertelne.